# La seconda invasione dei marziani
La seconda invasione dei marziani  (in russo Второе нашествие марсиан?, Vtoroe našestvie marsian) è un romanzo di fantascienza dei fratelli Strugackij pubblicato nel 1967. Sottotitolo: "Diario di un uomo ragionevole". È stato pubblicato per in Italia nel 1974 dall'editore Dall'Oglio, nella collana Andromeda (n. 14). La traduzione è di Mario Riccio, con la collaborazione di Lev Veršinin e Inisero Cremaschi. La copertina dell'edizione italiana reca un dipinto di Lanfranco Frigeri (Arrivo dell'amore dove non fu mai).
Il titolo rimanda alla "prima" invasione, che è quella immaginata da H.G. Wells ne La guerra dei mondi.

## Struttura del libro
Il romanzo si sviluppa nella forma del diario di Febo Apollo, il protagonista, un mediocre insegnante di astronomia ormai ritirato, in attesa di pensione, appassionato di meteorologia che annota gli eventi che si svolgono tra il 1° e il 15 giugno (non è specificato l'anno), così come le condizioni meteo giornaliere. Tutti i nomi dei personaggi e i riferimenti geografici sono presi dalla mitologia greca. Da alcuni riferimenti nel testo, e come peraltro spiegato dagli stessi autori, la storia si svolge in Italia. Nella prefazione all'edizione italiana, Inisero Cremaschi (il curatore della collana), lo mette subito in chiaro: «Rileggo la prefazione di Poldoni: "si può solo capire che si tratta di un paese capitalista che ha partecipato alla seconda guerra mondiale, assieme alla Germania nazista, e si può solo indovinare che questo paese si trova in Europa". Va bene. È tutto chiaro. Arkadi e Boris Strugatski hanno ambientato La seconda invasione dei marziani qui da noi, in Italia».
Apollo è il primo caso di astronomo protagonista di un romanzo dei fratelli Strugatskij. Secondo Kevis Reese la sua figura è ispirata  «al narratore senza nome de La guerra dei mondi di Wells [1898], un filosofo (che oggi chiameremmo futurologo) che è meglio in grado di capire le implicazioni dell'invasione marziana rispetto ai contadini, ai paesani e ai soldati che fuggono dinnanzi alle macchine-semoventi aliene. Un più oscuro esempio sarebbe il meteorologo Viktor Klimenko, il narratore di Prodavets vozducha [Il venditore d'aria] del 1929 di Beljaev, un romanzo sullo sventato complotto malvagio di rubare l'atmosfera della Terra per rivenderla».

## Trama
(Arkadij e Boris Strugackij, La seconda invasione dei marziani)
Quella immaginata dai fratelli Strugatskij è un'invasione completamente diversa dalla prima, descritta da H.G. Wells: schivi e prudenti, educati e rispettosi, i marziani sanno (hanno imparato?) usare abilmente le "arti" della diplomazia, della propaganda e della corruzione. Mirano a raccogliere i succhi gastrici degli umani sono e disposti a pagare anche molto bene. Nel frattempo, gli abitanti di una città di provincia (italiana) non sanno che pesci pigliare e vanno in ordine sparso. C'è chi cerca di organizzare la resistenza, chi invece cede pragmaticamente al nuovo ordine. Apollo, il protagonista, sembra più preoccupato per l'erogazione della pensione che tarda ad arrivare e per la sua collezione di francobolli. Tutt'intorno si sviluppano assurde chiacchiere da bar sull'aspetto e la missione degli invasori, in un crescendo di situazioni assurde, grottesche e divertenti.
Boris Strugatskij ha spiegato così la genesi e il senso del romanzo: «Nessuna delle opere di ABS [acronimo che sta per Arkadij e Boris Strugatskij] sembra essere stata scritta con la stessa facilità e allegria di questa storia. L'idea stessa dell'invasione dei marziani (e degli alieni in generale) sulla Terra d'oggi è stata un interesse degli autori per molto tempo. In particolare, l'idea balenò, diciamo, in "Le cose predatorie del secolo": Žilin afferma cupo che ai nostri giorni i marziani di Wells non avrebbero bisogno né di un raggio di calore né di gas venefici, basterebbe offrire all'umanità un'illusione. L'umanità è già pronta per calarsi più che volentieri nella realtà virtuale. L'idea che l'umanità moderna sia in gran parte maledettamente conformista e completamente priva di valori come OBIETTIVO, SCOPO, SIGNIFICATO è un pensiero che ha inevitabilmente condotto alla naturale elaborazione della trama: l'umanità non ha bisogno di essere conquistata, può essere semplicemente acquistata senza difficoltà».

## Personaggi
- Febo Apollo: insegnante di astronomia in pensione, filatelico.
- Artemide: sua figlia, un po' frivola, sposata con Caronte.
- Caronte: genero di Apollo, direttore di un giornale cittadino, membro del movimento della resistenza.
- Ermione: la domestica brontolona di Apollo
- Nicostrato: segretario comunale, approfitta dell'assenza di Caronte per fare il filo ad Artemide.
- Laomedonte: autista, poco di buono, spacciatore, viene arrestato.
- Achille: farmacista, filatelico.
- Persefone: titolare di una casa di piacere.
- Minotauro: beone del paese.
- Pandareo: poliziotto cittadino ghiottone e ottuso; la sua occupazione principale è arrestare Minotauro per ubriachezza.
- Giapeto: proprietario della taverna.
- Polifemo: ex militare, pensionato militare, mutilato (ha una gamba sola).
- Mirtilo: contadino.
- Morfeo: barbiere.
- Dimante: "il più beota della compagnia".

## Edizioni
- Arkadij e Boris Strugackij, La seconda invasione dei marziani, in Collana Andromeda, traduzione di Mario Riccio, vol. 14, Milano, Dall'Oglio, 1974, ISBN non esistente.